# محوطه و گورستان کوه گل ۱
محوطه و گورستان کوه گل ۱ مربوط به دوران‌های تاریخی پس از اسلام - سده‌های میانه و متاخر دوران‌ های تاریخی پس از اسلام است و در شهرستان دنا، ۱۰ کیلومتری شرق شهر سی سخت، منطقه کوه گل واقع شده و این اثر در تاریخ ۲۷ بهمن ۱۳۸۷ با شمارهٔ ثبت ۲۴۶۷۹ به‌عنوان یکی از آثار ملی ایران به ثبت رسیده است.